# Fontaine-Notre-Dame (Nord)
Fontaine-Notre-Dame település Franciaországban, Nord megyében. Lakosainak száma 1759 fő (2022. január 1.). Fontaine-Notre-Dame Raillencourt-Sainte-Olle, Anneux, Cambrai, Cantaing-sur-Escaut, Bourlon és Proville községekkel határos.

## Népesség
A település népességének változása:
| Lakosok száma | 1750 | 1786 | 1813 | 1780 | 1776 | 1776 | 1767 | 1763 | 1759 |
|               | 2013 | 2015 | 2016 | 2017 | 2018 | 2019 | 2020 | 2021 | 2022 |